# The Best flumpool 2.0 〜 Blue［2008-2011］& Red［2019-2023］〜
『The Best flumpool 2.0 〜 Blue［2008-2011］& Red［2019-2023］〜』（ザ・ベスト フランプール2.0 ブルー2008-2014 アンド レッド2019-2023）は、flumpoolの2作目のベスト・アルバム。2023年10月9日に発売された。

## 解説
前作『A Spring Breath』から約1年7か月、ベストアルバムとしては『The Best 2008-2014「MONUMENT」』以来約9年ぶりのリリースとなる。
本作は、flumpoolのメジャーデビュー15周年を記念して制作されており、DISC 1の「Blue盤」は、2008年から2011年までにリリースされた楽曲の再録及びミックス、リマスタリングが施された音源を中心に収録されている。DISC 2の「Red盤」には、2019年以降にリリースされた楽曲及び、2023年にリリースされた「Magic」「ヒアソビ」、今までリリースされていなかった「ビギナーズノート」「青空ブランニュー」などが収録されている。
本作は、初回限定盤、通常盤、ファンクラブ限定盤の3形態での発売となり、ファンクラブ限定盤のBlue盤にはボーナス・トラックとして山村隆太、阪井一生、尼川元気の3人が歌唱した「Hydrangea」が収録される。
2023年10月6日に行われたflumpool 15th Anniversary Special Thanks Giving「 SINGALONG 2.0 」at NIPPON BUDOKANでは、会場にて本作が先行販売された。

## チャート成績
2023年10月6日付のオリコンデイリーアルバムランキングで2位を記録し、2023年10月16日付のオリコン週間アルバムランキングでは9位を記録。

## 収録内容
| #         | タイトル                                                                | 作詞      | 作曲         | 編曲                             | 時間  |
| --------- | ----------------------------------------------------------------------- | --------- | ------------ | -------------------------------- | ----- |
| 1.        | 「花になれ」(Ryu-Take 2023 ver.)                                        | 百田留衣  | 百田留衣     | 百田留衣                         | 6:27  |
| 2.        | 「Over the rain 〜ひかりの橋〜（Ryu-Take 2023 ver.）」(弦編曲:村山達哉) | 山村隆太  | トキタサトシ | 百田留衣                         | 4:39  |
| 3.        | 「春風」(Ryu-Take 2023 ver.)                                            | 山村隆太  | 阪井一生     | 百田留衣                         | 4:32  |
| 4.        | 「星に願いを」(Ryu-Take 2023 ver.)                                      | 山村隆太  | 阪井一生     | 玉井健二、百田留衣               | 4:21  |
| 5.        | 「MW 〜Dear Mr. & Ms. ピカレスク〜」(Ryu-Take 2023 ver.)                | 山村隆太  | 阪井一生     | 玉井健二、百田留衣               | 4:40  |
| 6.        | 「フレイム」(Ryu-Take 2023 ver.)                                        | 山村隆太  | 阪井一生     | 玉井健二、百田留衣 弦編曲:弦一徹 | 8:02  |
| 7.        | 「君に届け」(Ryu-Take 2023 ver.)                                        | 山村隆太  | 阪井一生     | 玉井健二、百田留衣               | 5:24  |
| 8.        | 「僕はここにいる」(Ryu-Take 2023 ver.)                                  | 山村隆太  | 阪井一生     | 玉井健二、百田留衣               | 4:55  |
| 9.        | 「two of us」(Ryu-Take 2023 ver.)                                       | 山村隆太  | 阪井一生     | 玉井健二、百田留衣               | 4:49  |
| 10.       | 「証」(Ryu-Take 2023 ver.)                                              | 山村隆太  | 阪井一生     | 玉井健二、百田留衣               | 5:20  |
| 11.       | 「Hydrangea (1Gen&Ryu-Take 2023 ver.)」(ファンクラブ限定盤のみ)         | 山村隆太  | 阪井一生     | 百田留衣                         | 4:57  |
| 合計時間: | 合計時間:                                                               | 合計時間: | 合計時間:    | 合計時間:                        | 58:06 |

| 全作詞: 山村隆太、全作曲: 阪井一生。 |                      |           |            |                    |      |
| #                                    | タイトル             | 作詞      | 作曲・編曲 | 編曲               | 時間 |
| 1.                                   | 「その次に」         | 山村隆太  | 阪井一生   | 百田留衣、永澤和真 | 3:56 |
| 2.                                   | 「泣いていいんだ」   | 山村隆太  | 阪井一生   | 津波幸平           | 3:40 |
| 3.                                   | 「Magic」            | 山村隆太  | 阪井一生   | 百田留衣           | 3:47 |
| 4.                                   | 「素晴らしき嘘」     | 山村隆太  | 阪井一生   | 釣俊輔             | 3:43 |
| 5.                                   | 「ビギナーズノート」 | 山村隆太  | 阪井一生   | トオミヨウ         | 3:42 |
| 6.                                   | 「ディスタンス」     | 山村隆太  | 阪井一生   | UTA                | 3:31 |
| 7.                                   | 「ちいさな日々」     | 山村隆太  | 阪井一生   | 飛内将大           | 3:58 |
| 8.                                   | 「青空ブランニュー」 | 山村隆太  | 阪井一生   | 津波幸平           | 3:56 |
| 9.                                   | 「ヒアソビ」         | 山村隆太  | 阪井一生   | トオミヨウ         | 3:45 |
| 10.                                  | 「A Spring Breath」  | 山村隆太  | 阪井一生   | 阪井一生、杉本雄治 | 3:59 |
| 11.                                  | 「HELP」             | 山村隆太  | 阪井一生   | 飛内将大           | 4:46 |
| 合計時間:                            | 合計時間:            | 合計時間: | 42:43      |                    |      |

### 初回限定盤Blu-ray
| #   | タイトル               | 作詞 | 作曲・編曲 |
| --- | ---------------------- | ---- | ---------- |
| 1.  | 「NEW DAY DREAMER」    |      |            |
| 2.  | 「星に願いを」         |      |            |
| 3.  | 「Calling」            |      |            |
| 4.  | 「ディスカス」         |      |            |
| 5.  | 「素晴らしき嘘」       |      |            |
| 6.  | 「ビギナーズノート」   |      |            |
| 7.  | 「ほうれん草のソテー」 |      |            |
| 8.  | 「虹の傘」             |      |            |
| 9.  | 「Magic」              |      |            |
| 10. | 「不透明人間」         |      |            |
| 11. | 「アップデイト」       |      |            |
| 12. | 「PEPEパラダイス」     |      |            |
| 13. | 「Hello」              |      |            |
| 14. | 「君に届け」           |      |            |
| 15. | 「HELP」(Encore)       |      |            |
| 16. | 「Hydrangea」(Encore)  |      |            |

### ファンクラブ限定盤Blu-ray
| #   | タイトル                                      | 作詞 | 作曲・編曲 |
| --- | --------------------------------------------- | ---- | ---------- |
| 1.  | 「覚醒アイデンティティ」                      |      |            |
| 2.  | 「two of us」                                 |      |            |
| 3.  | 「夏Dive」                                    |      |            |
| 4.  | 「花になれ」                                  |      |            |
| 5.  | 「A Spring Breath」                           |      |            |
| 6.  | 「その次に」                                  |      |            |
| 7.  | 「夜は眠れるかい？」                          |      |            |
| 8.  | 「星に願いを」                                |      |            |
| 9.  | 「イイじゃない？」                            |      |            |
| 10. | 「君に届け」                                  |      |            |
| 11. | 「HELP（Encore）」(W/高橋優※part of flumpool) |      |            |

| #   | タイトル                       | 作詞 | 作曲・編曲 |
| --- | ------------------------------ | ---- | ---------- |
| 1.  | 「君に届け」                   |      |            |
| 2.  | 「サヨナラの瞬間」             |      |            |
| 3.  | 「Hydrangea」                  |      |            |
| 4.  | 「花になれ」                   |      |            |
| 5.  | 「明日への帰り道」             |      |            |
| 6.  | 「誰かの春の風になって」       |      |            |
| 7.  | 「夢から覚めないで」           |      |            |
| 8.  | 「two of us」                  |      |            |
| 9.  | 「A Spring Breath」            |      |            |
| 10. | 「回転木馬(メリーゴーランド)」 |      |            |
| 11. | 「Quville」                    |      |            |
| 12. | 「サイレン」                   |      |            |
| 13. | 「To Be continued...」         |      |            |
| 14. | 「Birds」                      |      |            |
| 15. | 「その次に」                   |      |            |
| 16. | 「Birthday」(Encore)           |      |            |

| #   | タイトル                                 | 作詞 | 作曲・編曲 |
| --- | ---------------------------------------- | ---- | ---------- |
| 1.  | 「Touch」                                |      |            |
| 2.  | 「星に願いを」                           |      |            |
| 3.  | 「証」                                   |      |            |
| 4.  | 「どんな未来にも愛はある」               |      |            |
| 5.  | 「その次に」                             |      |            |
| 6.  | 「花になれ」(W/ コブクロ)                |      |            |
| 7.  | 「HELP」(W/ コブクロ)                    |      |            |
| 8.  | 「World beats」                          |      |            |
| 9.  | 「君に届け」                             |      |            |
| 10. | 「明日への賛歌」                         |      |            |
| 11. | 「YELL〜エール〜（Encore）」(W/コブクロ) |      |            |
| 12. | 「羽音色（Encore）」(W/コブクロ)         |      |            |

| #  | タイトル                         | 作詞 | 作曲・編曲 |
| -- | -------------------------------- | ---- | ---------- |
| 1. | 「新規撮り下ろしスペシャル映像」 |      |            |

## 収録曲

### DISC1［Blue盤］
1. 花になれ (Ryu-Take 2023 ver.)
配信限定1stシングル。au 「LISMO!」CMソング。
flumpoolのメジャーデビュー曲[8]。
本作のリリースに先駆けて、デジタルシングルとして2023年9月15日にリリースされた。
2. Over the rain 〜ひかりの橋〜 (Ryu-Take 2023 ver.)
配信限定2ndシングル。TBS系ドラマ「ブラッディ・マンデイ」主題歌[9]。
本作のリリースに先駆けて、デジタルシングルとして2023年8月15日にリリースされた[10]。
3. 春風 (Ryu-Take 2023 ver.)
ミニアルバム『Unreal』収録曲。
4. 星に願いを (Ryu-Take 2023 ver.)
1stシングル表題曲。NTTコミュニケーションズ『MUSICO』CMソング。
5. MW 〜Dear Mr. & Ms. ピカレスク〜 (Ryu-Take 2023 ver.)
2ndシングル表題曲。映画『MW -ムウ-』主題歌[11]。
6. フレイム (Ryu-Take 2023 ver.)
配信限定3rdシングル。マイナビ2011就活応援ソング。本作では、1stアルバム『What's flumpool!?』収録のアルバムバージョンを再録している[12]。
7. 君に届け (Ryu-Take 2023 ver.)
5thシングル表題曲。映画『君に届け』主題歌[13]。
8. 僕はここにいる (Ryu-Take 2023 ver.)
2ndアルバム『Fantasia of Life Stripe』収録曲。
9. two of us (Ryu-Take 2023 ver.)
2ndアルバム『Fantasia of Life Stripe』収録曲。フジテレビTWO『あいのり2』主題歌[14]。
10. 証 (Ryu-Take 2023 ver.)
7thシングル表題曲。第78回NHK全国学校音楽コンクール中学生の部課題曲[15]。
11. Hydrangea (1Gen&Ryu-Take 2023 ver.)
ベスト・アルバム『The Best 2008-2014「MONUMENT」』収録曲。
山村隆太、阪井一生、尼川元気の3人が歌唱しており、ファンクラブ限定盤にのみ収録。

### DISC2［Red盤］
1. その次に
配信限定7thシングル。本作でアルバム初収録となった。
2. 泣いていいんだ
本作唯一の新曲。テレビアニメ「柚木さんちの四兄弟。」のオープニングテーマ[16]。2023年10月5日に先行配信された[17]。
3. Magic
配信限定8thシングル。テレビ朝日系スペシャルドラマ「私小説 －発達障がいのボクが純愛小説家になれた理由－」主題歌[18]。本作でアルバム初収録となった。
4. 素晴らしき嘘
19thシングル表題曲。日本テレビ系水曜ドラマ「知らなくていいコト」主題歌[19]。
5. ビギナーズノート
阪南大学×FM802「HANNAN YELL MUSIC」PR動画描き下ろし楽曲[20]。
6. ディスタンス
20thシングル表題曲。本作でアルバム初収録となった。
7. ちいさな日々
5thアルバム『Real』収録曲。テレビアニメ「かくしごと」オープニングテーマ[21]。
8. 青空ブランニュー
日本テレビ系「ぶらり途中下車の旅」テーマソング[22]。
9. ヒアソビ
配信限定9thシングル。本作でアルバム初収録となった。
10. A Spring Breath
6thアルバム表題曲。フジテレビ「めざまし8」2022年3月度エンディングソング[23]。
11. HELP
18thシングル表題曲。